# Мастер-сержант

Нарукавный шеврон мастер-сержанта (сухопутные войска США)

Нарукавный шеврон мастер-сержанта (морская пехота США)

Нарукавный шеврон мастер-сержанта (воздушные силы США)

Ма́стер-сержа́нт (англ. Master Sergeant, аббревиатура «MSG») — воинское звание сержантского состава вооруженных сил США, а также некоторых других стран.
Эквивалентные звания в НАТО обозначаются кодом OR-7 (если сравнивать с ВВС США) или OR-8 (если сравнивать с армией США и морской пехотой США).
В российской армии планировалось ввести должность мастер-сержанта, соответствующую уровню помощника министра обороны.

## История появления звания в Армии СШA
Согласно изданного в 1779 г. Положения о порядке и дисциплине в войсках Соединенных Штатов сержант-майор находится во главе всех сержантов, отвечая за их поведение, и является помощником адъютанта полка, которому подчиняется. В течение следующих 150 лет численность и положение сержант-майоров менялись, но в целом они были уполномочены на различные должности на уровне батальона и выше. Однако в июне 1920 года Конгресс США, заботящийся об экономии, сгруппировал весь неофицерский состав в семь разрядов оплаты (от E–1 до E–7) без учета должности или специальности. В ходе этого процесса звание сержант-майорa  было упразднено, а мастер-сержант стал высшим сержантским званием.
В июне 1958 года Конгресс США впервые с 1920 года внес существенное изменение в структуру неофицерского состава, создав два новых разряда: E–8 (первый сержант/мастер-сержант) и E–9 (сержант-майор).

## Современное положения по странам

### США
| Класс             | E-9                        | E-9                    | E-9            | E-8            | E-8             | E-7                    | E-6            | E-5      |
| Код НАТО          | OR-9                       | OR-9                   | OR-9           | OR-8           | OR-8            | OR-7                   | OR-6           | OR-5     |
| Шеврон            |                            |                        |                |                |                 |                        |                |          |
| Звание            | Sergeant Major of the Army | Command Sergeant Major | Sergeant Major | First Sergeant | Master Sergeant | Sergeant First Class   | Staff Sergeant | Sergeant |
| Аббревиатура      | SMA                        | CSM                    | SGM            | 1SG            | MSG             | SFC                    | SSG            | SGT      |
| Звание на русском | сержант-майор армии        | команд-сержант-майор   | сержант-майор  | первый сержант | мастер-сержант  | сержант первого класса | штаб-сержант   | сержант  |

В армии США это звание занимает восьмую ступень воинской иерархии, находится выше звания сержанта первого класса и ниже звания сержант-майора.
В военно-воздушных силах США мастер-сержант — седьмое звание в иерархии, находится выше техник-сержанта и ниже старшего мастер-сержанта.
В корпусе морской пехоты США — восьмое звание, находится выше комендор-сержанта, и ниже мастер-комендор-сержанта, сержант-майора, и сержант-майора Корпуса морской пехоты США. Это звание равнозначно первому сержанту.

### Украина

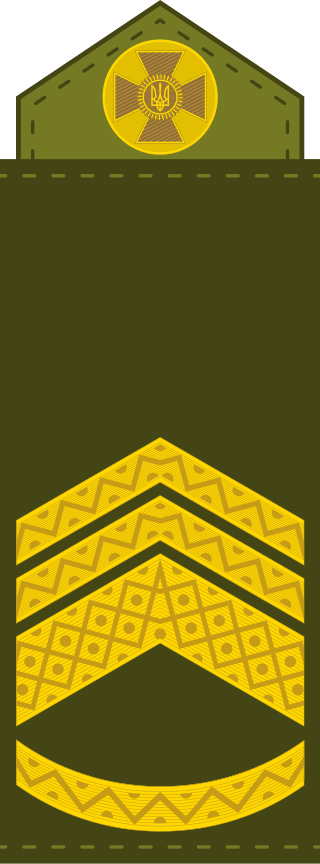
Погон мастер-сержанта ВСУ

Звание мастер-сержанта было введено в систему воинских званий Вооружённых сил Украины  в 2019 году. Званию мастер-сержант соответствует должность главного старшины полка или бригады.

### Израиль

Погон мастер-сержанта Армии обороны Израиля

в Армии обороны Израиля(ЦАХАЛ) существует звание мастер-сержанта.

### Сингапур

Погон мастер-сержанта ВС Сингапура

В Вооружённых силах Сингапура мастер-сержант - высшее звание унтер-офицерского состава.

### Греция
В Вооружённых силах Греции мастер-сержант является высшим званием унтер-офицерского состава.